# Albin Weisbach
Albin Julius Weisbach (* 6. Dezember 1833 in Freiberg; † 26. Februar 1901 in Naunhof) war ein deutscher Mineraloge.

## Leben und Wirken

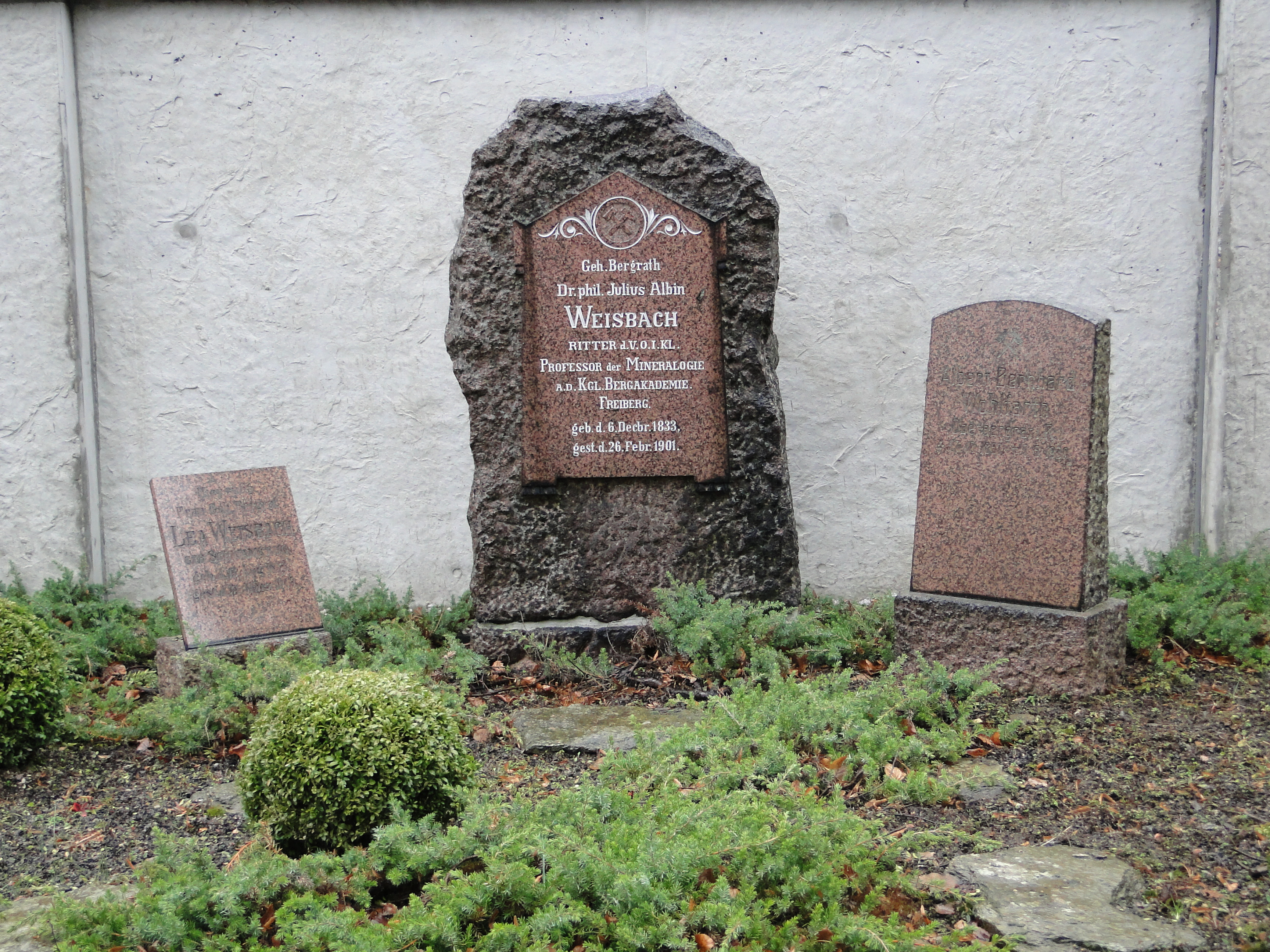
Grab von Albin Weisbach in Freiberg

Albin Weisbach wurde 1833 in Freiberg geboren. Sein Vater war der bekannte Mathematiker und Ingenieur Julius Weisbach. Weisbach verbrachte seine Kindheit in Freiberg und besuchte hier von 1842 bis 1850 das Gymnasium. An den Schulbesuch schloss sich ab 1850 ein Studium der Mineralogie an der Bergakademie Freiberg, wo er sich dem Corps Montania anschloss. Weitere Studienaufenthalte führten Weisbach nach Leipzig, Berlin, Göttingen und Heidelberg. Seine Promotion zum Dr. phil. erfolgte 1858 an der Ruprecht-Karls-Universität Heidelberg.
Noch im gleichen Jahr kehrte er nach Freiberg zurück und übernahm an der Bergakademie die Assistenzstelle bei August Breithaupt als Dozent der Mineralogie, habilitierte sich dort 1860 und wurde drei Jahre später Professor der Physik. Im Jahr 1866 übernahm Weisbach die Stelle von August Breithaupt und wurde Professor der Mineralogie.
1900 erkrankte Weisbach an einer Nervenkrankheit, die ihn zur Aufgabe seiner Lehrtätigkeit zwang. Er begab sich zur Behandlung in eine Nervenheilanstalt nach Naunhof bei Leipzig. Hier starb Weisbach 1901 an einem Herzschlag. Er wurde auf dem Donatsfriedhof in Freiberg beigesetzt.

## Verdienst
Albin Weisbach verfügte über hervorragende Kenntnisse der Mineralbestimmung. Er gilt als Erstbeschreiber von mehreren Mineralen: Trögerit (1871), Walpurgin (1871), Zeunerit (1872), Uranosphärit (1873), Uranospinit (1873), Sphärocobaltit (1877), Uranocircit (1877), Uranopilit (1882), Argyrodit (1886). Die Benennung von Chlorargyrit (1875) geht auf ihn zurück.

## Werke
- Über die Monstrositäten tesseral kristallisierender Mineralien. Freiberg 1858 (Promotionsschrift) (Digitalisat)
- Tabellen zur Bestimmung der Mineralien mittels äußerer Kennzeichen. Leipzig 1866 (mehrere Auflagen) (Digitalisat)
- Synopsis mineralogica. Freiberg 1875 (mehrere Auflagen)
- Characteres mineralogici. Freiberg 1880 (mehrere Auflagen)

## Ehrungen
- 1876: Ernennung zum Bergrat
- 1893: Ernennung zum Oberbergrat
- 1899: Ernennung zum Geheimen Bergrat
- Ritterkreuz I. Klasse des Sächsischen Zivilverdienstordens
- Seit 1890 war Julius Albin Weisbach einheimisches Mitglied in der Sektion für Mineralogie und Geologie der Leopoldinisch-Carolinischen deutschen Akademie der Naturforscher.[4]